# Кёнигсегг, Кристиан фон
Кри́стиан фон Кёнигсегг (швед. Christian von Koenigsegg; род. 2 июля 1972, Стокгольм, Швеция) — основатель шведской компании Koenigsegg Automotive AB, которая специализируется на производстве спортивных автомобилей.

## Биография
Родился в семье немцев Бриты и Йеско фон Кёнигсегг. Отец принадлежит к одному из древнейших родов Швабии, известному c XII века и до начала XIX века владевшему (на правах суверенов) Аулендорфом и Ротенфельсом. Учился в средней школе в Дандерид, затем в национальной школе-интернате Лундберг. Позже изучал экономику в Скандинавской школе в Брюсселе.
В возрасте пяти лет, воодушевлённый норвежским анимационным фильмом Flåklypa Grand Prix о велосипедном мастере, который построил гоночный автомобиль, начал мечтать о создании своей собственной спортивной машины. В раннем возрасте проявлял интерес к технике и дизайну: любил разбирать магнитофоны и тостеры, находящиеся в родительском доме, для того чтобы понять, как бы их можно изменить. В подростковом возрасте стал известным в квартале умельцем в сфере техники, а в 18 лет стал серьёзно работать с техническими инновациями и у него родились две интересные идеи.
Первая идея была названа «Чиповый плеер». Кёнигсегг верил, что однажды компьютерные чипы станут способны нести такое количество музыки, что вполне смогут вытеснить CD. Основным преимуществом изобретения должна была стать дешевизна, поэтому Кристиан подготовил проект к подаче на патент. Однако идея не прошла, никто не был заинтересован столь неизвестными проектами.
Вторая идея имела название «Щелчок». Это было новым решением в соединении деревянных секций для пола. Кристиан показал эту технологию своему тестю, который в то время работал в сфере лесной промышленности. Тесть отклонил эту идею, сказав, что если бы она была настолько хороша, то кто-нибудь обязательно её уже давно реализовал. После этого Кристиан показал изобретение другим производителям, занимающимся производством полов, но и там получил отказ. В 1995 году бельгийская и шведская компании запатентовали удивительно похожие технологии соединения секторов. И назвали их так же, как и Кристиан — «Щёлк!». Патент стоил миллиард долларов.
Кристиан имел желание построить автомобиль своей мечты, но понимал, что это фактически невозможно и многие до него претерпели неудачу. В 1994 году в возрасте 22 лет Кристиан задумался о создании первой модели своего авто, где не должно было быть никаких технических решений, которые считались довольно трудными. Кристиан сам нарисовал чертежи и в те же дни начал делать масштабную модель при помощи своих друзей, которые помогали ему за небольшую плату. Его проектом заинтересовались инвесторы. В результате в 1994 году Кристиан основал Koenigsegg Automotive AB с начальным капиталом в 60 млн крон.
Первым автомобилем компании стал Koenigsegg CC, построенный по эскизам Свена-Гарри Акессона (под пседвонимом Sethera Falcon).
В 2002 году на заводе в Маргрететропе (к северу от Энгельхольма) Koenigsegg пустило в производство свой первый серийный автомобиль. Им стал Koenigsegg CC8S — немного модернизированная версия Koenigsegg CC. Этот автомобиль сразу привлекал к себе внимание как визуально, так и техническими данными. Он был занесен в Книгу рекордов Гиннесса как самый быстрый серийный автомобиль (скорость машины достигала отметки в 388 км/ч). В 2003 году завод в Маргрететропе сгорел, производство приостановлено и затем переведено на заброшенную базу ВВС в Вальхалла Парке, Энгельхольм.
С 2009 года Кристиан является соучредителем и президентом консорциума Koenigsegg Group.